# Virbia porioni
Virbia porioni là một loài bướm đêm thuộc phân họ Arctiinae, họ Erebidae.